# Morti nel 1985/Luglio
| Questa pagina contiene informazioni ricavate automaticamente dalle voci biografiche con l'ausilio del template Bio e di un bot. L'aggiornamento è periodico e automatico e ricostruisce completamente la pagina. Se manca una persona in questa lista, sei pregato di non aggiungerla, ma accertati piuttosto che la sua voce biografica contenga il template Bio e che i dati anagrafici siano correttamente compilati. Se il template Bio manca, inseriscilo tu stesso o, in alternativa, metti l'avviso {{tmp\|Bio}} che ne segnala la mancanza. Se i dati riportati sono sbagliati, correggi direttamente la voce biografica; le modifiche saranno visibili in questa lista entro pochi giorni. Per chiarimenti vedi il progetto biografie. La lista contiene solo le 79 persone che sono citate nell'enciclopedia e per le quali è stato implementato correttamente il template Bio. Pagina aggiornata al 3 mar 2024. |

- 1º luglio - Pauli Murray, attivista e avvocata statunitense (n. 1910)
- 2 luglio - David Purley, pilota automobilistico britannico (n. 1945)
- 3 luglio - Nelson Leigh, attore statunitense (n. 1905)
- 3 luglio - Curzio Massart, anatomista italiano (n. 1907)
- 3 luglio - Wawrzyniec Staliński, calciatore polacco (n. 1899)
- 3 luglio - Erik Ågren, pugile svedese (n. 1916)
- 4 luglio - Jan de Quay, politico olandese (n. 1901)
- 4 luglio - Willem Visser 't Hooft, partigiano e teologo olandese (n. 1900)
- 5 luglio - Paolo Borciani, violinista italiano (n. 1922)
- 5 luglio - Marion Byron, attrice statunitense (n. 1911)
- 5 luglio - Paulino Uzcudun, pugile spagnolo (n. 1899)
- 5 luglio - Mario Vušković, calciatore jugoslavo (n. 1953)
- 7 luglio - Fernando Tropea, montatore italiano (n. 1905)
- 8 luglio - Wim Addicks, calciatore olandese (n. 1896)
- 8 luglio - Pierino Ferioli, ciclista su strada italiano (n. 1905)
- 8 luglio - Simon Kuznets, economista russo (n. 1901)
- 8 luglio - Jean-Paul Le Chanois, regista e sceneggiatore francese (n. 1909)
- 8 luglio - Victor Rendina, attore statunitense (n. 1916)
- 9 luglio - Carlotta di Lussemburgo, nobile (n. 1896)
- 9 luglio - Margaret Molesworth, tennista australiana (n. 1894)
- 10 luglio - Fernando Pereira, fotografo portoghese (n. 1950)
- 10 luglio - Zenon Stefaniuk, pugile polacco (n. 1930)
- 11 luglio - José María López Lledín, avventuriero spagnolo (n. 1899)
- 11 luglio - Elia Rossi Passavanti, militare e politico italiano (n. 1896)
- 11 luglio - Georges Verriest, calciatore francese (n. 1909)
- 12 luglio - Guadalupe Sánchez, generale messicano (n. 1890)
- 13 luglio - Charles K. Bliss, ingegnere chimico e semiologo ucraino (n. 1897)
- 13 luglio - Claudio Cassinelli, attore italiano (n. 1938)
- 13 luglio - Federico Norcia, scacchista italiano (n. 1904)
- 15 luglio - Diego Giacometti, scultore e disegnatore svizzero (n. 1902)
- 15 luglio - Giovanni Moscardini, calciatore scozzese (n. 1897)
- 16 luglio - Heinrich Böll, scrittore tedesco (n. 1917)
- 16 luglio - Kurt von Fritz, filologo classico tedesco (n. 1900)
- 16 luglio - Robert Siohan, compositore e direttore d'orchestra francese (n. 1894)
- 17 luglio - Margo, attrice e ballerina messicana (n. 1917)
- 17 luglio - Stefano Giovannone, militare e agente segreto italiano (n. 1921)
- 17 luglio - Susanne K. Langer, filosofa statunitense (n. 1895)
- 17 luglio - Wynn Stewart, cantante statunitense (n. 1934)
- 17 luglio - Piero Vinci, diplomatico italiano (n. 1912)
- 18 luglio - Eude Cicerone, politico italiano (n. 1911)
- 18 luglio - Vicente Saldívar, pugile messicano (n. 1943)
- 18 luglio - Stefano Schiapparelli, partigiano e antifascista italiano (n. 1901)
- 18 luglio - Karl Schott, calciatore austriaco (n. 1906)
- 18 luglio - Isabella Alfonsa di Borbone-Due Sicilie, principessa spagnola (n. 1904)
- 19 luglio - Giuseppe De André, dirigente d'azienda e imprenditore italiano (n. 1912)
- 19 luglio - Ugo Fontana, illustratore italiano (n. 1921)
- 19 luglio - Leonida Repaci, scrittore, saggista e poeta italiano (n. 1898)
- 20 luglio - Bruno de Finetti, matematico e statistico italiano (n. 1906)
- 20 luglio - Estelle Evans, attrice bahamense (n. 1906)
- 20 luglio - Athos Valsecchi, politico italiano (n. 1919)
- 20 luglio - Peter Glob, archeologo danese (n. 1911)
- 21 luglio - Victor Hammer, imprenditore statunitense (n. 1901)
- 21 luglio - Erich Koschik, canoista tedesco (n. 1913)
- 21 luglio - Ulla-Britt Söderlund, costumista svedese (n. 1943)
- 22 luglio - Sebastiano Fraghì, arcivescovo cattolico italiano (n. 1903)
- 22 luglio - Matti Järvinen, giavellottista finlandese (n. 1909)
- 22 luglio - Pietro Laveglia, editore italiano (n. 1906)
- 23 luglio - Giovanni Fallani, arcivescovo cattolico italiano (n. 1910)
- 23 luglio - Alphonse Feyder, calciatore lussemburghese (n. 1916)
- 23 luglio - Kay Kyser, musicista statunitense (n. 1905)
- 23 luglio - Mickey Shaughnessy, attore statunitense (n. 1920)
- 24 luglio - José Bódalo, attore spagnolo (n. 1916)
- 24 luglio - Riccardo Gefter Wondrich, avvocato e politico italiano (n. 1901)
- 24 luglio - Alice D.G. Miller, sceneggiatrice statunitense (n. 1894)
- 24 luglio - Ezechiele Ramin, missionario italiano (n. 1953)
- 24 luglio - Antonio Salvarezza, tenore italiano (n. 1902)
- 25 luglio - Thomas F. Williams, aviatore canadese (n. 1885)
- 26 luglio - Božo Broketa, calciatore jugoslavo (n. 1921)
- 26 luglio - Harold Lang, ballerino, attore teatrale e insegnante statunitense (n. 1920)
- 26 luglio - Ann May, attrice statunitense (n. 1899)
- 26 luglio - Fredy Perlman, scrittore e editore ceco (n. 1934)
- 28 luglio - Michel Audiard, sceneggiatore e regista francese (n. 1920)
- 28 luglio - Lorenzo Ghiselli, pilota motociclistico italiano (n. 1953)
- 28 luglio - Beppe Montana, poliziotto italiano (n. 1951)
- 29 luglio - Renato Scionti, politico italiano (n. 1909)
- 30 luglio - Julia Robinson, matematica statunitense (n. 1919)
- 30 luglio - Puccio Roelens, pianista, arrangiatore e direttore d'orchestra italiano (n. 1919)
- 31 luglio - Giulia Guarino, architetto italiano (n. 1897)
- 31 luglio - Germaine Krull, fotografa tedesca (n. 1897)